# National Provincial Championship Division 2 2002
La National Provincial Championship Division 2 2002 fue la vigésimo séptima edición de la segunda división del principal torneo de rugby de Nueva Zelanda.

## Sistema de disputa
El torneo se disputa en formato todos contra todos a una sola ronda, los primeros cuatro clasificados al finalizar la fase regular clasifican a semifinales, los ganadores de estas clasifican a la final, el equipo que gana la final se corona campeón y disputa un playoff frente a un equipo de Primera División.

## Campeonato
Tabla de posiciones
| Pos. | Equipo           | Encuentros | Encuentros | Encuentros | Encuentros | Tantos | Tantos | Tantos | PB | PB | Puntos |
| Pos. | Equipo           | PJ         | PG         | PE         | PP         | F      | C      | Dif    | BO | BD | Puntos |
| ---- | ---------------- | ---------- | ---------- | ---------- | ---------- | ------ | ------ | ------ | -- | -- | ------ |
| 1.º  | Hawke's Bay      | 7          | 7          | 0          | 0          | 344    | 92     | +252   | 7  | 0  | 35     |
| 2.º  | Counties Manukau | 7          | 5          | 0          | 2          | 282    | 166    | +116   | 5  | 1  | 26     |
| 3.º  | Manawatu         | 7          | 4          | 0          | 3          | 181    | 143    | +38    | 4  | 1  | 21     |
| 4.º  | Nelson Bays      | 7          | 4          | 1          | 2          | 157    | 124    | +33    | 2  | 0  | 20     |
| 5.º  | Mid Canterbury   | 7          | 3          | 0          | 4          | 140    | 247    | -107   | 1  | 0  | 13     |
| 6.º  | Marlborough      | 7          | 2          | 1          | 4          | 215    | 182    | +33    | 3  | 0  | 13     |
| 7.º  | East Coast       | 7          | 2          | 0          | 5          | 134    | 303    | -169   | 1  | 0  | 9      |
| 8.º  | Thames Valley    | 7          | 0          | 0          | 7          | 103    | 299    | -196   | 0  | 2  | 2      |

|  | Semifinalistas. |

### Semifinales
| 13 de octubre | Hawke's Bay | 30 - 3 | Nelson Bays |  |  |

| 13 de octubre | Counties Manukau | 36 - 10 | Manawatu |  |  |

### Final
| 19 de octubre | Hawke's Bay | 37 - 16 | Counties Manukau |  |  |

| Bandera de Nueva Zelanda |
| Campeón Hawke's Bay      |
| Cuarto título            |